# Thalamita poisonii
Thalamita poisonii är en kräftdjursart som först beskrevs av Jean Victor Audouin 1826.  Thalamita poisonii ingår i släktet Thalamita och familjen simkrabbor. Inga underarter finns listade i Catalogue of Life.